# معره نعمان
معرة النعمان (به عربی: مَعَرَّة النُّعْمَان)، شهری در استان ادلب در کشور سوریه است. جمعیت این شهر در سال ۲۰۱۲ میلادی، ۸۳٬۶۸۳ نفر بوده‌است.

## جغرافیا
این شهر در جنوب شهر ادلب و در فاصلهٔ ۸۴ کیلومتری شهر حلب و ۶۰ کیلومتری شهر حماه واقع شده‌است. ارتفاعش از سطح دریا در حدود ۴۹۶ متر است و دارای هوای معتدل است. در روزگاران قدیم و به سبب هوای لطیف آن مردم در این مکان استقرار یافتند و سکنی گزیدند.

## وجه تسمیه

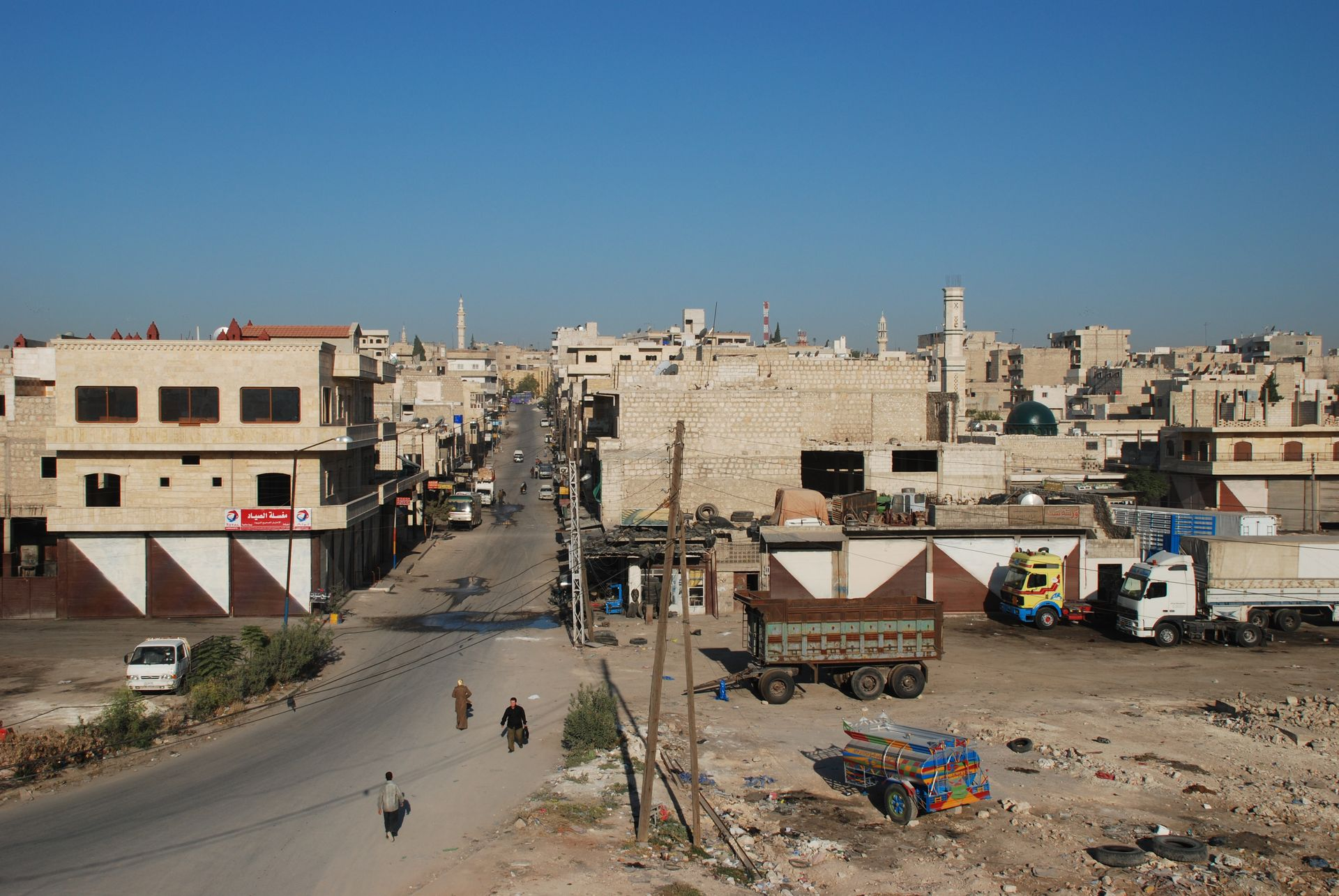
نمایی از شرق معره نعمان

در مورد وجه تسمیه معره نعمان روایت کنندگان عرب مختلف القول اند، در حالی که مورخ الحجری می‌گوید: «معره نعمان» نسبتاً به نعمان بن بشیر یکی از صحابه نام‌گذاری شده‌است، «نعمان بن بشیر» بعد از مهاجرت به اینجا در گذشت، گویند قبر وی در آن مکان است. در ضلع جنوبی شهر محوطه‌ای (سور) وجود دارد که گویند قبر یوشع بن نون در آن وجود دارد. همچنین قبر صحابی عبدالله بن عمار بن یاسر در این شهر قرار دارد. اما دیگران تسمیت این شهر به نعمان الساطع بن عدی بن غطفان بن قضاعه نسبت می‌دهند. . روایت است که اول کسی در آنجا ساکن شده‌است «نعمان الساطع بن عدی بن غطفان بن قضاعه» بوده‌است، بنا براین آن را معره نعمان نامیده‌اند.

## اقتصاد

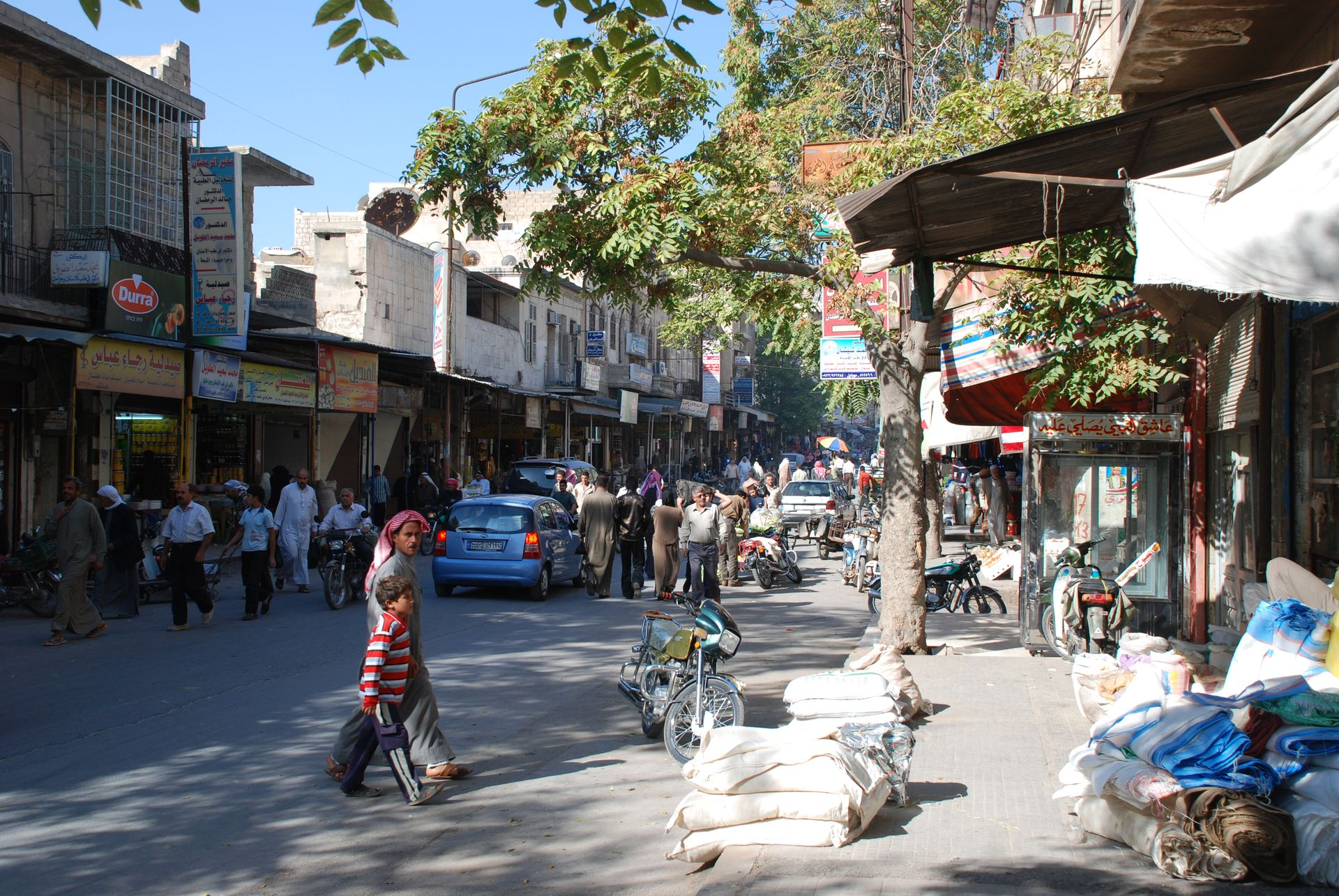
وسط شهر

شهر «معره نعمان» در آغاز بر روی مجموعه‌ای کوچک از تپه‌ها در دره وسیع و حاصلخیزی ساخته شد.
این شهر به زارعت انگور مشهور است، و دارای باغ‌های مرکبات و باغ‌های میوه است، محصول این باغ‌ها عبارت‌اند از: سیب، هلو، انار، پرتقال، نارنگی، لیمو ترش، لیمو شیرین، نارنج، بالنگ، به اضافه خربزه، هندوانه، گوآوا، پاپایه و خیار است، و همچنین دیگر محصول‌های صیفی و زمستانی نیز می‌کارند.

## دوران جنگ داخلی سوریه
در دوران جنگ داخلی سوریه شهر معره نعمان در ۲ ژوئن ۲۰۱۱ در کانون اعتراضات خیابانی علیه بشار اسد رئیس‌جمهور سوریه قرار گرفت. در آن زمان این شهر چندین بار میان ارتش سوریه و ارتش آزاد سوریه، دست به دست شده بود. ارتش آزاد سوریه کنترل این شهر را در دسامبر ۲۰۱۱ به دست گرفت. اما دولت سوریه این شهر را در ژانویه ۲۰۱۲ از مخالفان پس گرفت. در ۱۰ ژوئن ۲۰۱۲، ارتش آزاد سوریه مجدداً شهر را به کنترل خود درآورد اما بار دیگر ارتش سوریه در ماه اوت ۲۰۱۲ شهر را بازپس گرفت. سرانجام ارتش آزاد سوریه در ماه اکتبر ۲۰۱۲ پس از درگیری شدید با نیروهای دولتی، دوباره این شهر را به تصرف خود درآورد.
شهر معره النعمان و روستاهای پیرامون آن منطقه ای استراتژیک است، زیرا بزرگ‌راه معروف "ام ۵" در آن واقع شده‌است. این بزرگراه شهر حلب را به شهرهای مهم بزرگی در شمال سوریه و به پایتخت این کشور، دمشق پیوند می‌دهد. از ۸ اکتبر ۲۰۱۲، نبرد معره نعمان بین ارتش آزاد سوریه و دولت سوریه آغاز شد و باعث تلفات غیرنظامی و خسارات شدید مادی شد. این شهر همچنین مقر لشکر ۱۳ ارتش آزاد سوریه نیز بوده‌است.
بیمارستانی در معره نعمان در ۱۵ فوریه ۲۰۱۶ مورد اصابت موشک قرار گرفت. به گفته شورشیان، این بیمارستان چندین بار دیگر توسط دولت سوریه و هواپیماهای روسیه در آوریل ۲۰۱۷، ۱۹ سپتامبر ۲۰۱۷ و اوایل ژانویه ۲۰۱۸ مورد حمله قرار گرفت. در ۱۹ آوریل ۲۰۱۶ هنگامی که دولت سوریه حملات هوایی به مواضع شورشیان را آغاز کرد حداقل ۳۷ تن در بازار معره نعمان کشته شدند. ده‌ها نفر دیگر نیز در جریان حمله زخمی شدند. این شهر در سال ۲۰۱۶، در جریان نبرد معره نعمان (۲۰۱۶) تحت کنترل اسلام‌گرایان افراطی قرار گرفت. همچنین در سال‌های ۲۰۱۶ و ۲۰۱۷ این شهر محل اعتراضات مدنی قابل‌توجهی علیه هیئت تحریر شام بوده‌است. بازار شهر در اکتبر ۲۰۱۷ بمب‌گذاری شده بود. جبهه تحریر سوریه در ۲۱ فوریه ۲۰۱۸ این شهر را از تحریر الشام پس گرفت.
در ۲۲ ژوئیه ۲۰۱۹ بازار معره نعمان هدف بمب‌گذاری قرار گرفت. در جریان این حمله، ۴۳ غیرنظامی کشته و ۱۰۹ تن دیگر نیز زخمی شدند.
در ۲۸ ژانویه ۲۰۲۰، در جریان تهاجم به شمال غرب سوریه، ارتش سوریه کنترل معره نعمان را به دست گرفت.

## چهرهٔ برجستهٔ شهر
از شخصیت‌های برجسته‌ای که از این شهر برخاسته‌اند می‌توان به ابوالعلاء معری شاعر و فیلسوف معروف اشاره کرد، وی در سال ۴۴۹ هجری (۱۰۵۸ میلادی) در همین شهر درگذشت. وی در مورد «معره النعمان» چنین می‌گوید:
| فَیا بَرق لَیس اَلکَرخ داری وَاِنَما |  | رَمانی اِلَیهَا اَلدَهرُ مُنذُ لَیال |
| فَهَل فیک مِن ماء «المعرة» قَطرَة |  | تَغیثُ بها ظَمآنُ لَیسَ بسال     |

همچنین قاضی قضاء «ابوالقاسم الحسن بن عبدالله بن محمد الساطع» از همین شهر بودند، وی در سال ۴۱۹ هجری قمری در (وادی مرّ) در گذشت و در بقیع به خاک سپرده شد.

## آثار تاریخی معره نعمان

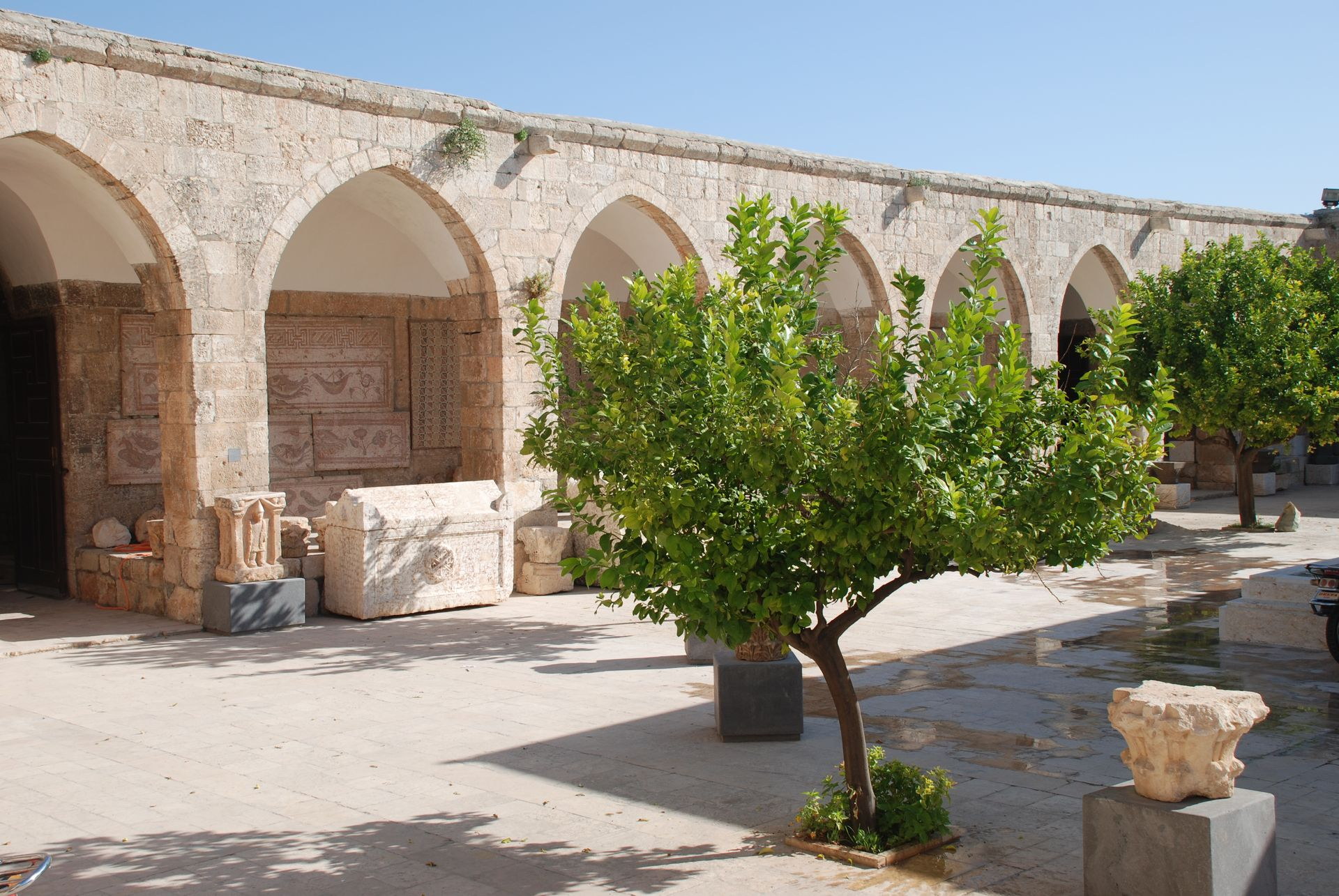
خان مراد باشا (موزه)

در گوشه و کنار این شهر آثار مختلفی از دوران بسیار دور باقی مانده‌است و به چشم می‌خورد. و مشهورترین آن‌ها یک مناره اثری است که تاریخ آن به دوران قرن ششم هجری بر می‌گردد. آرامگاه عمر بن عبدالعزیز (زاده صفر ۶۳ هجری قمری - وفات در رجب ۱۰۱ هجری قمری)، خلیفه عادل اموی، در جنوب شرقی این شهر قرار دارد.

## آب و هوا
| داده‌های اقلیم معره نعمان | داده‌های اقلیم معره نعمان | داده‌های اقلیم معره نعمان | داده‌های اقلیم معره نعمان | داده‌های اقلیم معره نعمان | داده‌های اقلیم معره نعمان | داده‌های اقلیم معره نعمان | داده‌های اقلیم معره نعمان | داده‌های اقلیم معره نعمان | داده‌های اقلیم معره نعمان | داده‌های اقلیم معره نعمان | داده‌های اقلیم معره نعمان | داده‌های اقلیم معره نعمان | داده‌های اقلیم معره نعمان |
| ماه                      | ژانویه                   | فوریه                    | مارس                     | آوریل                    | مه                       | ژوئن                     | ژوئیه                    | اوت                      | سپتامبر                  | اکتبر                    | نوامبر                   | دسامبر                   | سال                      |
| ------------------------ | ------------------------ | ------------------------ | ------------------------ | ------------------------ | ------------------------ | ------------------------ | ------------------------ | ------------------------ | ------------------------ | ------------------------ | ------------------------ | ------------------------ | ------------------------ |
| میانگین بیش‌ترین °C (°F)  | ۸٫۸ (۴۸)                 | ۱۱٫۴ (۵۳)                | ۱۶٫۱ (۶۱)                | ۲۱٫۸ (۷۱)                | ۲۸٫۳ (۸۳)                | ۳۲٫۸ (۹۱)                | ۳۵٫۱ (۹۵)                | ۳۵٫۶ (۹۶)                | ۳۱٫۸ (۸۹)                | ۲۶٫۲ (۷۹)                | ۱۸٫۱ (۶۵)                | ۱۱٫۵ (۵۳)                | ۲۳٫۱۳ (۷۳٫۷)             |
| میانگین روزانه °C (°F)   | ۴٫۹ (۴۱)                 | ۶٫۷ (۴۴)                 | ۱۰٫۶ (۵۱)                | ۱۵٫۱ (۵۹)                | ۲۰٫۷ (۶۹)                | ۲۵٫۳ (۷۸)                | ۲۸٫۰ (۸۲)                | ۲۸٫۳ (۸۳)                | ۲۴٫۱ (۷۵)                | ۱۸٫۹ (۶۶)                | ۱۲٫۰ (۵۴)                | ۷٫۳ (۴۵)                 | ۱۶٫۸۳ (۶۲٫۳)             |
| میانگین کم‌ترین °C (°F)   | ۱٫۰ (۳۴)                 | ۲٫۱ (۳۶)                 | ۵٫۱ (۴۱)                 | ۸٫۴ (۴۷)                 | ۱۳٫۲ (۵۶)                | ۱۷٫۸ (۶۴)                | ۲۱٫۰ (۷۰)                | ۲۱٫۰ (۷۰)                | ۱۶٫۴ (۶۲)                | ۱۱٫۷ (۵۳)                | ۶٫۰ (۴۳)                 | ۳٫۱ (۳۸)                 | ۱۰٫۵۷ (۵۱٫۲)             |
| بارندگی میلی‌متر (اینچ)   | ۸۷ (۳٫۴۳)                | ۷۳ (۲٫۸۷)                | ۵۵ (۲٫۱۷)                | ۳۴ (۱٫۳۴)                | ۱۹ (۰٫۷۵)                | ۶ (۰٫۲۴)                 | ۰ (۰)                    | ۰ (۰)                    | ۵ (۰٫۲)                  | ۲۱ (۰٫۸۳)                | ۳۵ (۱٫۳۸)                | ۸۴ (۳٫۳۱)                | ۴۱۹ (۱۶٫۵۲)              |
| منبع: Climate-Data.org   |                          |                          |                          |                          |                          |                          |                          |                          |                          |                          |                          |                          |                          |